# Johannes Ewald
Johannes Ewald (18. november 1743 – 17. marts 1781) var en dansk digter og dramatiker. Han regnes som Danmarks første moderne digter, der skriver ud fra et personligt udgangspunkt.
Han skrev bl.a. Danmarks kongesang Kong Christian stod ved højen Mast og de selvbiografiske skrifter Levnet og Meninger og Herr Panthakaks Historie, selv om han i sin samtid mest blev kendt for hyldestdigte til kongelige og andre store. Han fornyede også dramaet med nye temaer fra den nordiske oldtid (Balders Død og Rolf Krage) eller ved et fattigt nordsjællandsk fiskerleje (Fiskerne). På grund af et svagt helbred, der forværredes ved druk og økonomiske problemer, døde Ewald tidligt og nåede ikke at høste frugten af sin berømmelse.

## Barndom og familie
Johannes Ewald var søn af vajsenhuspræsten Enevold Ewald og blev født i København. Så længe faderen levede, undervistes han i hjemmet, Vajsenhusets gård på Nytorv, sammen med sin tre år ældre broder Matthias af forskellige lærere. Han fortæller, at han havde en levende fantasi, og at den tidligt udvikledes, først ved børneeventyr, senere ved læsning om oldtidens helte i Grækenland og Rom og af kirkens og missionens historie. Det er vanskeligt at følge ham i den opfattelse, at hans forældre og lærere forsyndede sig ved at nære hans indbildningskraft og varme følelse for det ualmindelige og det menneskelig store. Da faderen med sit aldeles nedbrudte helbred måtte forudse sin nære død, mens sønnerne skulle i skole, blev der truffet bestemmelse om, at den ældste skulle til Roskilde, mens den mere begavede Johannes sendtes til domskolen i Slesvig by, hvor faderen havde slægtninge, rimeligvis for at få en fyldigere tysk opdragelse; han skulle i huset hos rektoren, Johan Frederik Licht, en bekendt udmærket lærer.

## Ophold i Slesvig
Overfarten foregik med skipper og var altså afhængig af dennes afrejse, og det var derfor tilfældigt, at denne netop kom til at foregå få timer før faderens død, dagen før drengen fyldte sit 11. år.
Opholdet i Slesvig varede i henved fire år, i hvilken tid han tilegnede sig de almindelige skolekundskaber, ligesom han opnåede en vis færdighed i at skrive latinske og tyske vers. Uden for skoletiden havde han adgang til rektorens betydelige bogsamling, i hvilken han bl.a. fandt en samling nordiske heltesagaer; Licht elskede nemlig alt, hvad der var dansk og søgte at påvirke sine elever til at lære og dyrke sproget, hvis nytte og skønhed han fremhævede for dem.
Hvad Ewald i øvrigt fortæller om sit ophold i Slesvig tyder på en stadig udvikling af hans medfødte poetiske og eventyrlige sans, mens han endnu var uimodtagelig for selve digtningens skønhed. Således løb han bort efter at have læst Robinson Crusoe for over Holland, på vejen til Indien, at strande på en øde ø, og rektoren indhentede ham først 4 mil fra byen. Ligeledes drev han med den største lidenskab krigslegen som en efterligning af den samtidige Syvårskrig i Tyskland, og han var stærkt optaget af gentagne forelskelser.
Derimod kedede oldtidens digtere ham til trods for lærernes bestræbelser for at åbne hans sans for deres skønheder. "Jeg havde tvende (Lærere)", siger han, "og de vare begge for brave Mænd, de havde for megen Indsigt og for sund Smag til, at de enten ikke selv skulde have følt eller ikke have anprist mig Yndigheder, som det næsten var vanskeligt at overse eller at være kold imod. Jeg bilder mig meget mere ind, at min Sjæl da var alt for virksom, alt for meget i Gjæring til, at blotte Tanker eller Billeder kunde berolige den; det var Handling, som den brændte efter."

## Arendse
I sommeren 1758, i sit 15. år, kom Ewald tilbage til København og tog med ære sin studentereksamen. Han kom i pensionat hos den formuende hørkræmmer (islandsk købmand) og overformynder Peder Hulegaard, der et halvt år efter ægtede hans moder, som boede i samme hus, det sydlige hjørnested ved Kultorvet og Frederiksborggade. Samme efterår var det, han gjorde bekendtskab med den jævnaldrende Arendse Hulegaard og ved deres første møde blev fuldstændig betaget af hendes skønhed og ynde. Hun var datter af overformynderens afdøde broder Oluf Hulegaard, og hendes stedfader, Oluf Mandix, var en velhavende islandsk købmand og ejer af Gislingegaard og gods. Ewald kom i et tilfældigt ærinde op til familien, der boede på Vestergade; men næppe havde han set og talt med Arense, før han følte sig grebet af den heftigste forelskelse; han tabte sans og tanke for alt andet og var som ude af sig selv. Som i en drøm nåede han hjem, fast bestemt på at vinde denne pige og så ikke begære andet eller mere af jordisk lyksalighed; han var pludselig vågnet til en ny bevidsthed og et selvstændigt liv. Hans første plan var nu i en fart at fuldende sit teologiske studium; men mens den nærmeste tid snart bragte ham vished for, at Arendse delte hans følelser, blev det ham samtidig klart, at han havde farlige medbejlere i mænd, hvis alder stod i et rimeligere forhold til Arendses end hans 15 år.

## Soldat i Syvårskrigen
Han fik da den indskydelse at forkorte vejen til en selvstændig og anset stilling i samfundet ved at gå i udenlandsk krigstjeneste, og da han kunne være sikker på, at hverken hans moder eller hendes mand, der med stor omhu tog sig af stedsønnerne, ville acceptere en sådan plan, løb han sin vej efter at have forsynet sig rigelig med rejsepenge af faderens beholdning. Broderen, som var fulgt med og vel endogså var den, som fra først af havde tilskyndet til flugt, fortrød snart, hvad han havde gjort, og skrev hjem fra Hamburg, hvorefter han hentedes tilbage; men Johannes lod sig hverve til preussisk husar og fortsatte sin rejse syd på med en skipper ad Elben. Det var i foråret 1759; han tjente nogen tid som menig infanterist i den preussiske hær, men løb derpå over til østrigerne, da han følte sig bedraget ved ikke at være blevet husar. Efter halvandet års soldaterliv kom han tilbage til sit hjem, grundig kureret for sine drømme om en eventyrlig lykke, men vistnok samtidig svækket ved de unaturlige strabadser, som hans uudviklede og fintbyggede legeme havde været udsat for; den forfærdelige gigtsygdom, som senere ødelagde ham og i forbindelse med udskejelser medførte hans tidlige død, antoges at stamme fra denne tid.

## Tabet af Arendse
Efter sin tilbagekomst færdiggjorde Ewald på forholdsvis kort tid sit embedsstudium; i sommeren 1762 blev han teologisk kandidat med bedste karakter, han blev forlovet med Arendse og fik fribolig med stipendium på Valkendorfs Kollegium. Det synes nu at have været hans plan at søge en videregående videnskabelig uddannelse, sandsynligvis til en lærervirksomhed ved Københavns Universitet. Således kom han også til at kappes med jævnaldrende venner i lettere litterære sysler, uden at egentlig digterisk virksomhed fra først af synes at være kommet ham på tanke. Han skrev en afhandling om en guddommelig forløsers nødvendighed og et allegorisk stykke: Lykkens Tempel, begge i stil med de emner og former, som Jens Schielderup Sneedorff havde indført i sin Patriotiske Tilskuer. Han blev personlig bekendt med denne udmærkede forfatter, som opmuntrede og vejledede ham, men til stort tab for litteraturen og særlig for Ewald pludselig døde et par år efter (1764). Samtidig løstes forholdet til Arendse, hvorefter hun ægtede en anden (hørkræmmer Rasmus Riber), et brud, som bragte Ewald til helt at opgive sine tidligere planer for det borgerlige liv; han besluttede nu, siger han, "at slentre Livet igjennem".
Når Ewald senere var tilbøjelig til at henføre sit livs ulykker til tabet af Arendse, gjorde han sig dog utvivlsomt skyldig i en forveksling af årsag og virkning. Han tabte i virkeligheden sin ungdomselskede, fordi hans sind af naturen var ustadigt og hans vilje svag, og det var de samme fejl, som, yderligere udviklede, påførte ham hans andre ulykker. Efter at have anstrengt sig til det yderste i et par år med sine studier synes han at være faldet til ro i spredte og tilsyneladende hensigtsløse sysler, mens han samtidig sorgløst hengav sig til et muntert og uregelmæssigt ungdomsliv i selskab med ligesindede venner, gode hoveder og gode kammerater, men farlige for et menneske med hans lidenskabelige temperament. Og da nu samtidig hans geniale digteriske begavelse begyndte at bryde frem og foruroligede ham med sine gærende idéer og smertelige stemninger, kan det ikke forundre, at følelsen for Arendse trådte i baggrunden, ligesom det på den anden side var naturligt, at hun, der, som han siger, var "en dejlig, en fin og skarpsindig, en ædel, en majestætisk Arense", under disse omstændigheder brød forholdet til den umandige bejler, der ikke forstod at skønne på hendes værd. Således som det kom, blev bruddet dog snarest en befrielse for digteren, der nu kunne hengive sig til sit kald uden noget ydre trykkende bånd eller nogen borgerlig forpligtelse, om det end samtidig gav anledning til, at han mere uforbeholdent hengav sig til sine udskejelser.
Først senere, da Arendses ægteskab blev ulykkeligt og hans egen skæbne så hård, vågnede den første ungdoms rige følelse på ny og sønderrev hans hjerte med anger og sorg. Arendse glemte heller ikke ham, og skønt hun senere omtalte ham med bitterhed, slap hun ham dog aldrig af syne og var blandt de venner, på hvis hjælp han altid kunne gøre regning.

## Adam og Eva
Den første opgave, som Ewald herefter gav sig i lag med, var et læredigt om guds godhed, knyttet til historien om skabelsen, syndefaldet og forjættelsen. Det blev i det følgende forår (1765) indleveret til de Selskabet til de skønne og nyttige Videnskabers Forfremmelse, der dog forkastede det, hvorefter han lovede sig selv i 2 år at studere digtekunsten så grundig, at han kunne blive Danmarks førende digter. Han henvendte nu sin opmærksomhed dels på det klassiske skuespil i Frankrig og den antikke digtning, dels på Friedrich Gottlieb Klopstock og hans store heltedigt Messias. Først senere lærte han Christoph Martin Wieland prosaiske oversættelse af William Shakespeare at kende; men den forfejlede da heller ikke sin virkning på ham. Han tog nu sin Adam og Eva frem igen, omarbejdede den i fransk-dramatisk form og udgav den i året 1769 som sit første og omfangsrigeste digterværk. Det modtoges med levende anerkendelse og stillede ham uimodsagt på den plads, han havde villet kæmpe for, på toppen af det danske parnas. Adam og Eva er dog til trods for den rige og sublime poesi, der er nedlagt i det, mere en hyldest til fortiden end et løfte om en ny fremtid. Det er digterens barndoms verden, hans faders inderlige fortrolighed med og veltalende forkyndelse af kristendommens livsanskuelse, der finder sit storslåede udtryk i dette drama, som hos os kun har sin tilknytning i den lutherske salmedigtning hos Thomas Kingo og Hans Adolph Brorson, den eneste alvorlige digtning af noget værd siden middelalderen. Først derefter bliver Ewald selvstændig skabende, med et fuldt personligt indhold i sin gerning.

## Rolf Krage
Forberedelserne hertil går gennem en ny række studier og øvelser, så vel som gennem nye tilskikkelser og fejl. Efter at være kommet i forbindelse med den tyske litterære koloni, Klopstock, Johan Andreas Cramer osv., og efter at have lært engelsk for at kunne læse Shakespeare og Ossian på grundsproget gjorde han sit første forsøg i nordisk digtning, dørgespillet Rolf Krage, efter Saxos fortælling. Den prosaiske dialog, som var stærkt påvirket af Klopstock og Ossian, gjorde dog kun ringe virkning, og stykket har sin største betydning i litteraturen som et første forsøg på at benytte oldtidssagnene i moderne digtning. Som sådant vedblev Ewald bestandig selv at sætte særlig pris på det, og det blev udgivet (1770) af en kreds af mænd af alle samfundsklasser og fra alle landets egne; så store forventninger knyttedes der allerede nu til Ewalds foretagender. Umiddelbart efter fattede hans tyske velyndere den plan på offentlig bekostning at få ham sendt til Skotland, Orkneyøerne og Shetlandsøerne for at indsamle folkesange i Ossians smag, og han forberedte sig ivrig dertil, da J.H.E. Bernstorffs fald (september 1770) spredte hele kredsen og standsede alle regeringens foranstaltninger til litteraturens fremme. Samtidig hermed blev digterens helbred mere og mere nedbrudt, og de skuffelser, han led, bragte ham til for en tid helt at opgive enhver modstand mod sine lidenskaber.
Gigtsygdommen plagede ham, som det ses af breve, allerede i foråret 1769; senere i årets løb forværredes den, mens han arbejdede på Rolf Krage, og i det følgende forår lå han på Frederiks Hospital. Selv her kunne han ikke give afkald på sit uregelmæssige liv, og han kom således til en gang, da han havde forladt hospitalet, at tilbringe en nat på gaden. Lægen forbød ham at drikke punch og anbefalede te; men så drak han punch af en tepotte. Efter at være udskrevet fra hospitalet sendte moderen ham på landet; han kom til at bo på Rygaard ved Lyngbyvejen hos en god bekendt, Torkil Baden, godsforvalter på Bernstorff Gods. Han omtales fra den tid som ligefrem forfalden til drik, ligesom han ofte var sengeliggende; men da man dengang endnu nærede planer om at sende ham på rejser, må han dog have forstået at bevare i det mindste det ydre skin.
Der fortælles i øvrigt, at han var så uheldig at blive kastet af en hest og i faldet at få et stød i siden, som blev anledning til sygdommens senere kroniske karakter. Fra denne tid lod han sig helt glide ned i "pølen", ubekymret om folks snak og kun svagt holdt oppe af sin moders og sine venners advarsler.

## Menneskestudier
Efter tilendebringelsen af sine større dramatiske digtninger havde han selv følt manglen af virkelig menneskekundskab, psykologiske iagttagelser. Han havde da begyndt at gøre optegnelser i den retning, i rigtig erkendelse af, at han kun således kunne nå frem til indholdsrige virkelighedsskildringer. Efter Sneedorfs eksempel holdt han sig dog i sine studier til de mindst sammensatte typer, børn og almuesfolk fra land og by. Han søgte omgang med sådanne; således fortælles der, at han om aftenen samlede karle og piger ved sit sygeleje i Farvergade, lod dem snakke og more sig, også med dans og punch, mens han iagttog deres tænke- og udtryksmaade. Disse studier førte ham da også til at skrive en afhandling om Pebersvende og senere at dramatisere den som Holbergsk komedie; han ville på én gang virke som "Patriot" til samfundets forbedring, i dette tilfælde imod den ugifte stand, og vise sit kendskab til og sin forståelse af jævne folks måde at være på. Der kan ingen tvivl være om, at jo disse øvelser i høj grad bidrog til at udvikle både hans stil og herredømme over sproget som også hans blik for menneskelivet og menneskenaturen; men for litteraturen er de i øvrigt uden synderligt værd.

## Øget lyrisk produktion
Men hans egne oplevelser, hans lidelser og forvildelser, hans anger og fortvivlelse, hans viljeløse hengivelse i lidenskaben og hans religiøse selvbesindelse og kamp for at rive sig løs og vende tilbage til det samfund, som han havde trodset, -- alle disse fristende og smertelige følelser havde imidlertid gjort ham til en lyrisk digter af højeste rang. Hvilken sjælden evne han i den henseende sad inde med, havde første gang vist sig, da han skulle skrive en sørgekantate over Frederik 5. (januar 1766); det lykkedes ham her i få og simple ord at give et rørende udtryk for de følelser, som havde grebet alle ved den folkekære konges død, og det blev denne "solo" ("Hold, Taare, op at trille"), der til hans egen overraskelse første gang bragte hans navn på alles læber.
Senere havde hans lyriske sprogkunst givet sig vidnesbyrd i Adam og Eva og flere samtidige kantater; men det var dog først nu, under de vanskeligste sjælelige brydninger, at også hans lyrik nåede sin fuldendelse. Fra vinteren efter opholdet på Rygaard er digtene Pønitenten og Hvo kan opholde Ormens Liv; noget senere bearbejdede han syngestykket Philemon og Baucis, og ud på efteråret offentliggjorde han: Da jeg var syg. Samtidig begyndte rækken af de berømte lejlighedsdigte, bryllups- og sørgesange, der til dels afkøbtes ham for en ringe betaling, mens andre gjaldt nære venner som løjtnant Arnsbach og fru Thonning.
Fra denne tid er også digtet til Friedrich Carl von Schleppegrell (Haab og Erindring) og til hans moder (Nyaarsønske) samt Nattetanker.

## Dramatiske arbejder under opholdet i Vingårdsstræde
Ved sin moders omsorg var Ewald imidlertid bragt ind under mindre sørgelige forhold, i det han fra efteråret 1771 kom til at bo hos en fuldmægtig Niels Winther i Vingårdsstræde, hvor han ikke blot havde det godt med hensyn til sine ydre fornødenheder, men også fandt en venlig omgang; hans moder og hengivne venner kom jævnlig til ham, og han fik en ny og trofast ven i moderens sognepræst, Johan Christian Schønheyder, senere biskop i Trondhjem. Som sjælesørger støttede han Ewald i hans kamp mod slette vaner og uværdige forvildelser, uden at det dog endnu kunne lykkes helt at afholde ham fra de mest påfaldende udskejelser, så snart han havde penge, og sygdom tillod ham at færdes ude. Deraf fulgte da atter bitter fortrydelse og jævnlige rivninger med hans moder og de folk, han boede hos.
Fra opholdet i Vingårdsstræde hidrører ikke blot de nævnte lyriske digte, men også de Lystspil, Ewald har skrevet, det bekendte lejlighedsstykke De brutale Klappere (som han skrev i 36 timer på et spækbræt i sengen), det prosaiske Pebersvendene og det versificerede Harlekin Patriot. I dette sidste søgte han fra et overlegent standpunkt at give en satirisk fremstilling af det store røre, som var fremkaldt af den Struenseeske regering og den patriotiske reaktion imod den; og skønt det ikke lykkedes ham at give dette billede den umiddelbare komiske kraft, som Holberg og Johan Herman Wessel rådede over, er dette lystspil dog ikke blot et mærkeligt tidsbillede, men også et bevis på digterens åndsfrihed og sunde blik midt i hans lidelser og kampe.

## Rungstedlund

### Mindre digteriske arbejder
I foråret 1773 flyttedes Ewald ud på landet, dels vel for sit helbreds skyld, dels for at fjernes fra hovedstadens fristelser. Han kom til at bo i Rungsted hos den kongelige fiskemester Oluf Jacobsen i Rungsted Kro, det nuværende Rungstedlund, en større landejendom med krohold, ølbryggeri, brænderi og postekspedition; stedets store og smukke have strakte sig langs Strandvejen til og med den såkaldte "Ewalds Høj", en udsigtsbakke med lysthus, som blev digterens yndlingsplads. Som det synes, var konen i huset en gammel bekendt af Ewald og hans moder, rimeligvis fra deres landophold i denne egn i hans barndom. Det var et dannet hjem og kærlige mennesker, og der var i alle måder sørget for, at han her kunne befinde sig vel, arbejde på sine litterære foretagender og vænne sig til et regelmæssigt liv. Opholdet i Rungsted (til efteråret 1775) var da også den lykkeligste periode i hans digterliv.
Hans lyriske digte fik her en tilsætning af naturskildring, der giver dem en endnu fyldigere baggrund i tankernes og stemningernes slægtskab med omgivelsernes skønhed eller vemod. Således især i den berømte ode Rungsteds Lyksaligheder og i digtet til datteren i huset: Solen flygter --, så vel som i de ypperlige brudstykker Vinteren og Aftenen ("Ned fra Finlands nøgne Skjær", "Skjul din Straale, skaan mit Hjærte", "Indsvøbt i al sin Skræk").

### Balders Død
Af størst betydning blev dog det digterværk, som fremstod i de to somre her i Rungsted, syngestykket Balders Død. Det var fremkaldt af teaterstyrelsen, og den bekendte skønånd konferensråd Adolph Gottfried Carstens deltog i dets endelige redaktion for at gøre det præsentabelt for de høje smagsdommere, hvorved det dog kun vandt lidt og tabte adskilligt; men selv således, som det kom til at foreligge trykt, blev det det første følgerige forsøg på for hele den danske og norske læseverden at genføde oldtidens helteliv og sagnene om vore fædres guder.
Digteren havde opgivet den ubundne stil fra Rolf Krage og valgt verset, i hvis behandling han nu havde nået det højeste mesterskab; samtidig var den jordiske handling sammenknyttet med kampen mellem guder og jætter, og de mest ejendommelig nordiske myter, om Loke og Valkyrierne, var førte frem med en enestående lyrisk kraft og genialitet. Man kan vistnok uden overdrivelse sige, at hele Adam Gottlob Oehlenschlägers og N.F.S. Grundtvigs oldnordiske digtning har sin umiddelbare kilde i Ewalds Balder.

### Prosastykker
Endelig skrev Ewald i Rungsted forskellige ting, som hører til det bedste af dansk prosa i det 18. århundrede. Det første var et påtænkt ugeblad, De fremmede, i hvilket han i romanform ville nedlægge sine psykologiske studier; det kom ikke ud i hans levetid, men han fik ikke så lidt skrevet af det, nok i alle tilfælde til, at man deraf kan lære hans egen synsmåde at kende. Hans fremstilling er let og flydende, om end noget vidtløftig; han er vittig og har gjort mange rigtige iagttagelser; men i det hele og store er hans opfattelse af menneskene idealistisk spændt, fuld af grelle modsætninger, således som hans eget liv havde lært ham det.
Det andet store prosaværk han her skrev var hans såkaldte Levned og Meninger, som han også begyndte her og nedskrev for Schønheyder og Carstens. Han skrev om sin flugt til Tyskland, om "Højen", om sin svaghed for "Vinen" og om Arense, -- disse få kapitler, henkastede med løbende pen, men gennemtrængte af en sådan rigdom af Poesi, af så meget lykke og smerte, at de vel kunne siges i senere tider alene at have vundet ham lige så mange venner som alle hans digterværker tilsammen.

## Søbækhus i Espergærde
Desværre for Ewald døde hans værtinde i foråret 1775, og dermed var freden atter ude. Han havde hidtil med mindre undtagelser levet et regelmæssigt liv under hendes moderlige tilsyn, men nu faldt han på den tanke at ville gifte sig, og det, som hans venner påstod, med en aldeles uværdig kvinde. Dette førte til pinlige forhandlinger med moderen og Schønheyder, og da intet andet hjalp, måtte han fjernes fra Rungsted og føres til et nyt opholdssted, Søbækhus (rettelig: Somølle ved Sobæk sydvest for Espergærde), under godsforvalteren på Krogerup, Herman Lemn.
Det varede en stund, inden han her kunne komme til ro; han blev trods alle indsigelser ved sin plan at ville gifte sig og sætte bo, og Schønheyder måtte ty til de hårdeste ord og trusler for at få ham til at opgive denne fortvivlede tanke. "Ligesom denne Elskovshandel er begyndt," skriver han, "saa har De ogsaa hærdet Dem i den paa samme Maade, nemlig at gjøre Deres Indbildning skummende af Paafund og Drømmerier -- og Deres Hjærte mere bittert og stormende mod alle andre Mennesker uden dem, der smigre Deres Naragtighed, Deres Stolthed og Deres Begjærlighed, at gjøre alt dette ved daglig Drukkenskab!"  Den forfærdelige sygdom, som nu tog nyt tilløb og for en tid bragte ham døden nær, mens det mishandlede legeme ligesom bukkedes sammen, gjorde en sørgelig ende på denne strid; da han igen kom til kræfter, var rusen forbi, men han selv fattigere på venner, uden arbejdslyst og arbejdsevne.
Kun en enkelt lysstråle nåede ind i denne mørke tid, forholdet til herskabet på Krogerup, kammerherreinde von der Maase og hendes moder, generalinde Moltke, hvis Søn Frederik han havde undervist som dreng. Samme Frederik Moltke var nu kammerjunker hos enkedronningen og kom jævnlig fra Fredensborg til Krogerup, hvor han da også besøgte den syge digter, som var genstand for hans levende beundring og nu også snart vandt hans personlige venskab. Ad denne Vej kom Ewald da atter i forhold til hoffet; han fik nogen understøttelse gennem Ove Høegh-Guldberg, skrev en ode om Indfødsretten og festdigte til enkedronningen og Arveprinsen og hævedes derved også i sine ældre venners øjne.
Af varig betydning er dog kun få digte fra denne tid, således det betalte bryllupsdigt: Dæmp Harpens Klang!, Ode til Sjælen og den prægtige sang Til min Moltke: "Sværdets Hvinen og Skraldet af Skjolde".

## Sidste år i København
I efteråret 1777 lykkedes det at få Ewald tilbage til København; han kom nu til at bo hos en tømmermesterenke, senere læremoder i Vajsenhuset, Ane Kirstine Skou, i Skindergade. Han nød her den kærligste pleje, og da der nu tillige synes at være faldet ro på hans ubændige sind, bragte de sidste fire og et halvt år, som han tilbragte i hendes hus, en vemodig forsonende afslutning på hans korte livsbane. Hans åbne, elskelige natur havde altid vundet ham hengivne venner; flere af dem, som han havde knyttet til sig i sin første ungdom, samledes nu igen med ham i København, således digteren Peder Magnus Trøjel, den senere landsdommer Ditlev Ludvig Rogert, som komponerede melodien til Kong Christian stod ved højen Mast, teologerne Paul Danchel Bast og Milling og flere. Fra en noget senere tid skrev sig venskabet med kaptajn Werner Hans Frederik Abrahamson, den bekendte patriotiske digter og forfatter, A. G. Carstens, Schønheyder, etatsråd Christian Frederik Jacobi, medlem af teaterbestyrelsen, og Frederik Moltke. Hertil kom nu de yngre, der havde dannet et "dansk Litteraturselskab", og for hvem Ewald var den enestående danske digter, især i modsætning til Det Norske Selskab: Friedrich Christian Carl Hinrich Münter, Ove Malling, Knud Lyne Rahbek, Frederik Sneedorf og andre.
Ewald blev nu genstand for en hyldest, som man ikke tidligere havde kendt over for litterære berømtheder. Ved opførelsen af Balders Død, først i en privat kreds, senere på skuepladsen (1778), hilsedes han med jubel; alt, hvad der kom fra hans hånd, modtoges med den største anerkendelse, og hans venner tålte ingen kritik mod ham, mens de søgte at efterligne hans digtning. Under disse gunstige forhold og venlig opmuntret af teaterbestyrelsen fremkom hans sidste digterværk, syngespillet Fiskerne (1778). Som dramatisk arbejde er dette ligesom de tidligere stykker svagt, men dets lyrik er af uforgængeligt værd i sin skildring af havet og menneskets kamp med og på det; her skal kun mindes om arien: Liden Gunver vandrer som helst i Kvæld, Terzetten: Trodsige og vilde brøle Bølgerne, Koret: Havets mægtige Betvinger og vor senere nationalsang: Kong Christian stod ved højen Mast.
Efter tilendebringelsen af dette syngespil, der opførtes med stort bifald, fremkom der kun lidt fra Ewalds hånd, om han end udkastede forskellige planer. Han fik endnu skrevet en fortsættelse af erindringerne, suppleret med fortaler dels til sine Samlede Skrifter, dels til enkelte af de vigtigste af dem, et enkelt lyrisk digt (Til min Moltke: "Tro mig, Damon, vor Sjæl har sit bestemte Maal!") og et mærkeligt brudstykke: Om Almuens Oplysning, der viser, med hvor stor kærlighed han omfattede denne sag og forstod dens betydning.
En omhyggelig udgave af Ewalds samlede skrifter i 8 dele blev besørget af F.L. Liebenberg 1850-55. Og i 1914-1924 (genudgivet 1969) en udgave i 6 bind besørget af Hans Brix, Victor Kuhr og Svend Aage Pallis, udgivet på Det Danske Sprog- og Litteraturselskab.

## Død
Hans helbred var meget omskifteligt, skønt han stadig led; snart syntes kræfterne at svinde bort, snart fattede han selv, somme tider også hans venner, håb om en fuldstændig helbredelse. Hans kår var forholdsvis gode; han kunne ikke blot komme ud af det uden fremmed hjælp, som beredvilligt blev tilbudt ham, men tilbragte endog et par somre på landet, i Gentofte. Men det viste sig dog snart, at hans livskraft var udtømt; han blev mere og mere hjælpeløs, smerterne rasede uafbrudt i det ødelagte legeme, og han behøvede hele sin sindsstyrke for at holde modet oppe og møde sine venner med et venligt smil. I den henseende viste han et herredømme over sig selv, som var hans dristige digterflugt og hans stort anlagte personlighed værdigt. Omsider overvældedes han dog af smerterne og sin stærke åndenød, og han længtes efter at udfries fra sine lidelser. Under den lange dødskamp formede han sin angst og nød i det sidste digt: Udrust dig, Helt fra Golgatha!. Døden indtraf 17. marts 1781. Hans jordfæstelse på Trinitatis Kirkegård blev en enestående hyldest for den fattige og frændeløse mand; et følge, hvis lige man ikke mindedes at have set, fulgte ham ubuden til jorden, og unge piger strøede forårsblomster på hans grav.
I dansk litteraturs historie vil Ewald bestandig hævde sin plads som den første store digterpersonlighed, den første, som med myndighed og mesterskab brugte det danske sprog i poesiens tjeneste, og den første, som genfødte Nordens heltealder i nyere digtning.

## Forfatterskab

### Digte
- Ved kong Frederik den Femtes død:

- Sørgesange, opførte paa Christiansborg Slot
- Cantata, opført i Roeskilde
- Cantata, opført paa Universitetet

- Passions-Cantata
- Sørge-Cantata ved Christi Grav
- Ved Enkedronning Sophie Magdalenes Død

- Sørgesange, opførte paa Christiansborg Slot
- Cantata, bestemt til Concerten i Raadhusstrædet

- Hedningenes Frelse. Passions-Oratorium
- Poenitenten. En Ode
- Død og Dom. En aandelig Sang
- Jesu Christi kiærlige Advarsel til dem, som ville forkorte deres eget Liv
- Følelser ved den hellige Nadvere. En Ode
- Til Siælen. En Ode
- Morgensang
- Sørge-Cantata over Chr. Horrebow
- Sørge-Cantata over Ped. Holm
- Sørge-Cantata over U.F. Suhm

Festdigte og hæderssange til kongehuset
- Ved Kong Christian den Syvendes Salving

- Cantata, opført paa Christiansborg Slot
- Cantata ved den i samme Anledning foretagne Doctor-Promotion

- Da Arveprindsen giennemgik Koppernes Indpodning
- Til Dronning Juliane Marie paa hendes Fødselsfest 1769
- Da Arveprindsen fornyede sin Daabes Pagt
- Cantata paa kongens Fødselsdag 1771
- Cantata i samme Anledning 1772
- Cereris og Thetidis Strid. En Prologue
- Landsbye-Høitiden. Et Forspil
- Ode til Arveprindsen 1776
- Ved Dronning Juliane Maries Fødselsfest 1777
- Ved Kronprindsens og Kongens Fødselsfest 1778
- Ved Dronning Juliane Maries Fødselsfest 1778
- Cantata ved Universitetet paa Kongens Fødselsdag 1779
- Ode til Arveprindsen 1779
- Sange på Wikisource
- Rungsteds Lyksaligheder – En Ode

### Drama
- Balders Død. Et heroisk Syngespil
- Fiskerne. Et Syngespil
- Adam og Ewa (1769)
- Rolf Krage, et Sørgespil (1769)
- Dramatiske Fragmenter:

- Frode
- Helgo
- Hamleth

### Andet
- Dissertationer:

- Pyrologia sacra
- De Paradiso
- Meletemata qvædam de pravis scriptoribus, et theses variæ de creatione
- De poëseos natura et indole

- Hvorfor en guddommelig Forløsere var nødvendig for det menneskelige Kiøn
- Philets Forslag om Pebersvendene
- Om Almuens Oplysning
- Kong Christian stod ved højen Mast (1779)

### Selvbiografiske værker
- Levnet og Meeninger